# Real Murcia Baloncesto
El Club Baloncesto Myrtia Murcia o más conocido como Real Murcia Baloncesto es un club de baloncesto de la Región de Murcia que juega en Tercera FEB durante la temporada 2024-25.

## Historia

### Los primeros pasos
El baloncesto empezó a implantarse en el Colegio Capuchinos en la década de los 60. En aquella época aún no existía el Pabellón y se acababa de construir la pista polideportiva del patio grande.
Fue en esa “década prodigiosa”, de la mano y el tesón del Padre Alberto Camps y de D.Antonio Sánchez, cuando surgió un gran equipo que daría los primeros éxitos al Colegio. Aquel equipo, encabezado por Lozano, en palabras de D. Antonio Sánchez “el mejor base que ha pasado por el Colegio” , logró jugar 5 Fases de Sector y 2 Campeonatos de España, llegando a clasificarse en 6.ª posición en el Campeonato de España celebrado en Santander en 1969 en el que participó el Real Madrid entrenado entonces por Lolo Sáinz. Hasta 4 jugadores de nuestro equipo juvenil fueron convocados para la Preselección Española.

### La primera “final 4”
La primera final a 4 que el CB Capuchinos Murcia disputó fue en el año 1995 en Santomera. Por aquel entonces, esta fase final de categoría cadete, se disputaba por sistema de liga, jugando tres partidos (viernes, sábado y domingo). Los equipos participantes en esta final a 4 los días 12, 13 y 14 de mayo de 1995 fueron el CB Murcia, CB Mare Nostrum (Cartagena), CD Santomera y APA Capuchinos (representando a nuestro club).
El CB Murcia, entrenado por Antonio Gómez y que era el gran favorito, cayó derrotado en una última jornada sorprendente a manos del CB Mare Nostrum, entrenado por Primitivo Abad. La clasificación final fue la siguiente: 1.º) CB Mare Nostrum (3-0); 2.º) CB Murcia (2-1); 3.º) CD Santomera (1-2) y 4.º) APA Capuchinos (0-3).
Aquel legendario equipo de este club, jugó con la dificultad añadida de que más de la mitad de los jugadores del equipo se confirmaban ese fin de semana, y no podían acudir a uno de los encuentros. Sus jugadores eran los siguientes: Alfonso Meca, David Gil, Víctor Alderete, Abelardo Yáñez, José Ramón Soler, Andrés Pérez, Pedro Pujante, Ignacio González, José Serrano, Joaquín Pablo Lidón, Antonio Luis Crespo y Unai Parra. El cuerpo técnico estaba formado por: Daniel Sánchez (entrenador), Alberto Parrilla (ayudante) y Carlos Albarracín (delegado). En la fase regular lograron un récord de 15-3 , que los clasificó segundos de grupo por detrás del CB Murcia.

### El nacional del 98
El mayor logro deportivo de la temporada 1997-98 fue el campeonato regional infantil escolar , cuya fase final se disputó en Águilas el 9 y 10 de mayo. Este título, merece mención especial, pues permitió participar en el Campeonato de España Escolar que se disputó en Murcia del 13 al 19 de junio, circunstancia que no ocurría desde hacía 28 años.
El Colegio San Buenaventura ocupó la 11.ª plaza, sumando 2 victorias y 3 derrotas, y contando en sus filas con 7 jugadores de primer año. Todos los jugadores de aquel equipo eran alumnos del centro.
Lo componían Ramón Gil, Jaime Sánchez, Julio Soler, Juanjo López, José Antonio Barroso, José Ángel Funes, Nacho Beltrán, Javier Ortuño, Manuel Reyes, Guillermo Nortes, Javier Argilés y Rubén Martínez como jugadores. El cuerpo técnico lo formaban Marcelo Dabat, Daniel Sánchez y Jesús Martínez.

### Liga EBA
Hasta la temporada 2015-2016 no disputaría su primera Fase de Ascenso (León 2016) y fue campeón, en dos ocasiones, de la Copa Federación. En su plantilla se encontraban buenos jugadores de la zona como José Luis Llorente, José Antonio Fernández (Lepero), Jorge Lledó, Marcos Molina, Juan Ballesta o Juan Oliva. Al frente del equipo, como entrenador, estaba Quini García, el cual ya ha conseguido anteriormente un ascenso a LEB Plata con el equipo de Alfaz del Pi como entrenador.
En agosto de 2017, se produce el nexo de unión para la llegada del Real Murcia al baloncesto a través del Myrtia, para poder disputar la Liga LEB Plata tras conseguir el ascenso en la temporada recién terminada.

### Liga LEB Plata
Durante la temporada 2017-18, el conjunto murciano debutaría en LEB Plata a las órdenes de Quini García, hasta que fue sustituido por Armando Gómez en enero de 2018, entrenador que finalizaría la temporada. Al final de la liga regular el club lograría la posición duodécima.
En la temporada 2018-19, llega Rafael Monclova al banquillo murciano procedente del Horsholm 79ers de Dinamarca. El club acabaría la liga regular en tercera posición disputando los play-offs de ascenso a Liga LEB Oro, jugando la final por el play-off de ascenso a LEB Oro que perdería contra CB Almansa.
En la temporada 2019-20, en el mes de marzo de 2020 el club murciano acaba la liga regular en primera posición del "Grupo Este" antes del parón del coronavirus, lo que a la postre supondría el ascenso a la Liga LEB Oro.

### Liga LEB Oro
Durante la temporada 2020-21, el conjunto murciano debuta en LEB Oro, siendo la tercera temporada a las órdenes de Rafael Monclova. Tras una meritoria campaña en que el club se clasifica para disputar los playoffs de ascenso a la Liga ACB, renuncia a su plaza en LEB Oro por problemas económicos, viéndose obligado a inscribirse en la 1.ª División Nacional (quinta categoría).

### Tercera FEB
Tras tres campañas en 1.ª División Nacional, en la temporada 2023-24, tras ser campeón de la categoría, consigue el ascenso a Tercera FEB (nueva denominación de la Liga EBA).

## Instalaciones
El Real Murcia Baloncesto juega en el Pabellón Príncipe de Asturias, situado en la Avenida Juan Carlos I, s/n, de la ciudad de Murcia.

## Denominaciones
- CB Myrtia Murcia (2013-2015)
- Behappy2 CB Myrtia (2015-2017)
- Real Murcia Baloncesto (2018-)

## Temporadas
| Temporada | Nivel | División       | Pos. | Postemporada                  | TR    | PO  |
| --------- | ----- | -------------- | ---- | ----------------------------- | ----- | --- |
| 2013-14   | 5     | 1.ª División   | 3.º  | Descenso                      | 17-5  | –   |
| 2014-15   | 6     | 1.ª Autonómica | 2.º  | Fase final (2.º)/ Ascenso     | 15-1  | 3-1 |
| 2015-16   | 4     | Liga EBA       | 3.º  | Fase final (8.º)              | 19-7  | 2-1 |
| 2016-17   | 4     | Liga EBA       | 1.º  | Fase final (1.º)/ Ascenso     | 22-4  | 3-0 |
| 2017-18   | 3     | LEB Plata      | 12.º | –                             | 12-18 | –   |
| 2018-19   | 3     | LEB Plata      | 4.º  | Semifinal (5.º)               | 22-12 | 1-1 |
| 2019-20   | 3     | LEB Plata      | 1.º  | Ascenso                       | 19-6  | –   |
| 2020-21   | 2     | LEB Oro        | 11.º | Cuartos final (8.º)/ Descenso | 12-14 | 1-2 |
| 2021-22   | 5     | 1.ª División   | 8.º  | –                             | 8-12  | –   |
| 2022-23   | 5     | 1.ª División   | 1.º  | Fase final (2.º)              | 14-6  | 1-1 |
| 2023-24   | 5     | 1.ª División   | 1.º  | Fase final (1.º)/ Ascenso     | 20-2  | 2-0 |
| 2024-25   | 4     | Tercera FEB    | 9.º  | –                             | 7-17  | –   |

## Entrenadores
- 2015-2018  Quini García
- 2018  Armando Gómez Gago
- 2018-2021  Rafael Monclova
- 2021-Actualidad  Miguel Ángel Aranzábal

## Jugadores destacados
| - Joey Flannery - Juan Ignacio Jasen - Filip Knezevic - Kevin Franceschi - Matthew Don - Javier Múgica Seco - Chris Matagrano - Jorge Lledó - Pepe Llorente - Marcos Molina - Samuel Alcaraz - Edmond Koyanouba - Juanjo Coello | - Juan Oliva Gómez - Deji Ibitayo - Nkosi Asantewa - Connor Beranek - DeShawn Curtis - Thomas Bolte - Jeff Solarin - Volodymyr Orlov - Frederik Nielsen - Daniel Mortensen - Clint Robinson - Patrick Whelan - Andre Norris | - Juan Rubio Niñirola - Juan Ballesta - Chuso González - Duby Okeke - Álex Hernández - Diego Kapelan - Strahinja Gavrilovic - Jaron Martin - Álex Hernández |